# Selidosema
Selidosema is een geslacht van vlinders van de familie spanners (Geometridae), uit de onderfamilie Ennominae.

## Soorten
- S. ambustaria (Geyer, 1831)
- S. atraria Powell, 1941
- S. brunnearia

Bruine heispanner (De Villers, 1789)
- S. combustaria Püngeler, 1903
- S. diagramma Lower, 1900
- S. erebaria Oberthur, 1883
- S. herbuloti Rungs, 1975
- S. modestaria Püngeler, 1914
- S. parenzani Hausmann, 1993
- S. picturata Rothschild, 1914
- S. plumaria (Denis & Schiffermüller, 1775)
- S. taeniolaria (Hübner, 1813)
- S. tamsi Rebel, 1939